# 小叶山梅花
小叶山梅花（学名：Philadelphus kunmingensis var. parvifolius）为虎耳草科山梅花属下的一个变种。

## 扩展阅读
- 維基物種上的相關：小叶山梅花